# マメガン属
マメガン属（マメガンぞく、学名 Nettapus）は、鳥綱カモ目カモ科に属する属。
学名は、古代ギリシア語でνῆττα・πούς (鴨・足）の由来。

## 分布
アフリカ、アジア、オーストラリア

## 分類
以下の分類・英名は、HBW and BirdLife International Illustrated Checklist of the Birds of the Worldに従う。和名は、黒田長久（1980年）による。
- Nettapus auritus　アフリカマメガン　African pygmy-goose LC IUCN
- Nettapus coromandelianus　ナンキンオシ　Cotton pygmy-goose LC IUCN
- Nettapus pulchellus　アオマメガン　Green pygmy-goose LC IUCN

## 画像

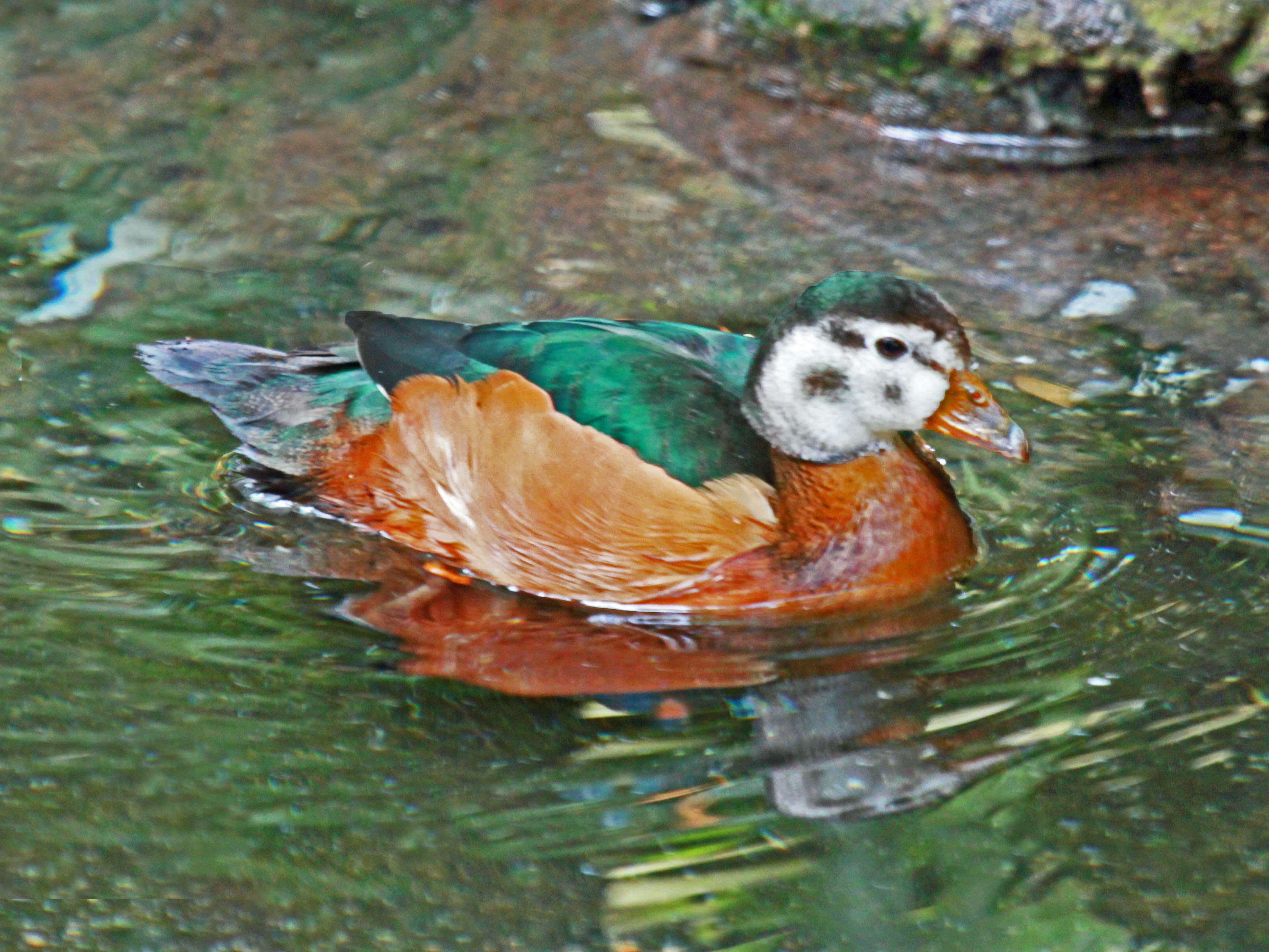
アフリカマメガン（雌） N. auritus
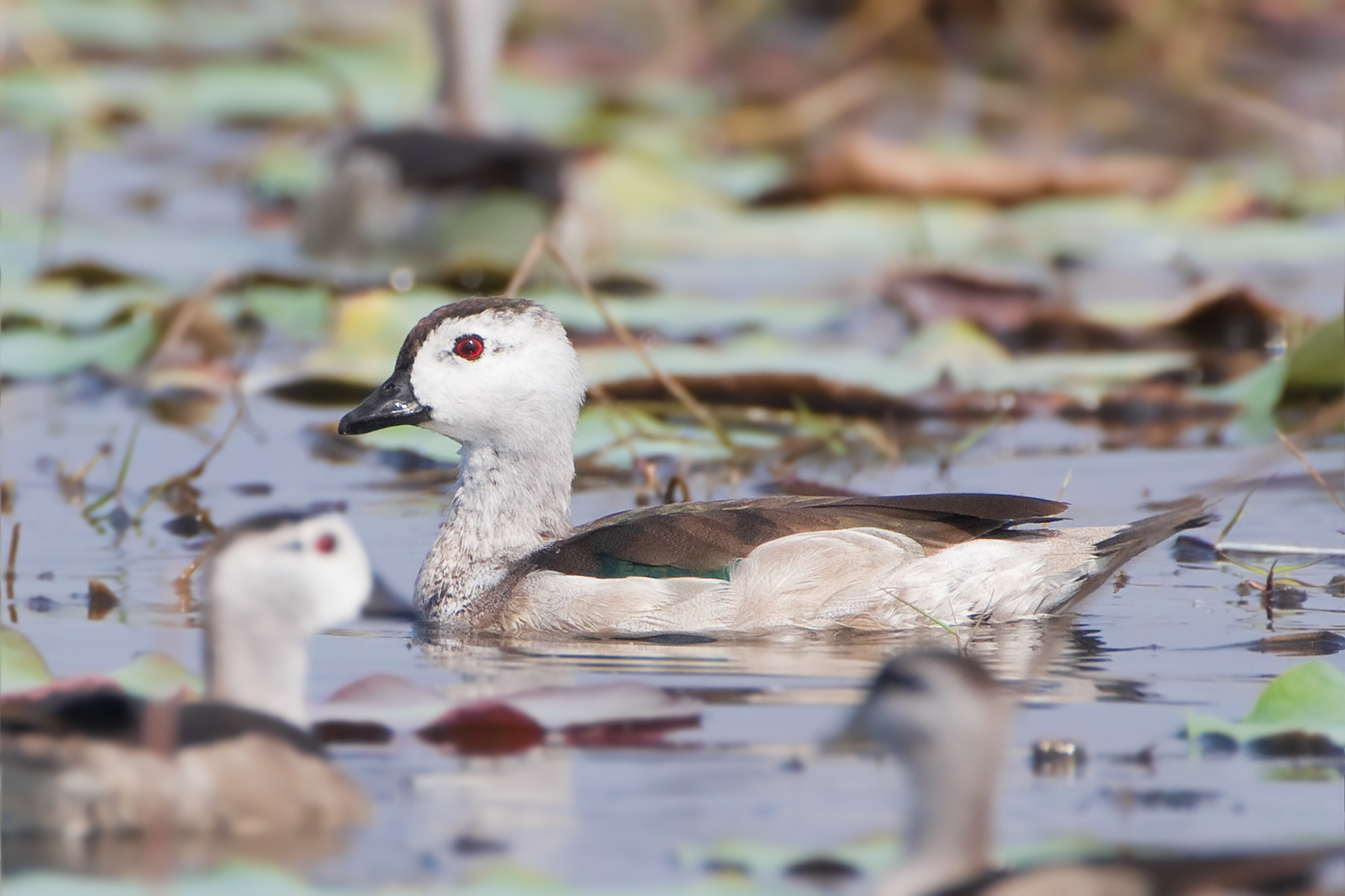
ナンキンオシ（雄） N. coromandelianus
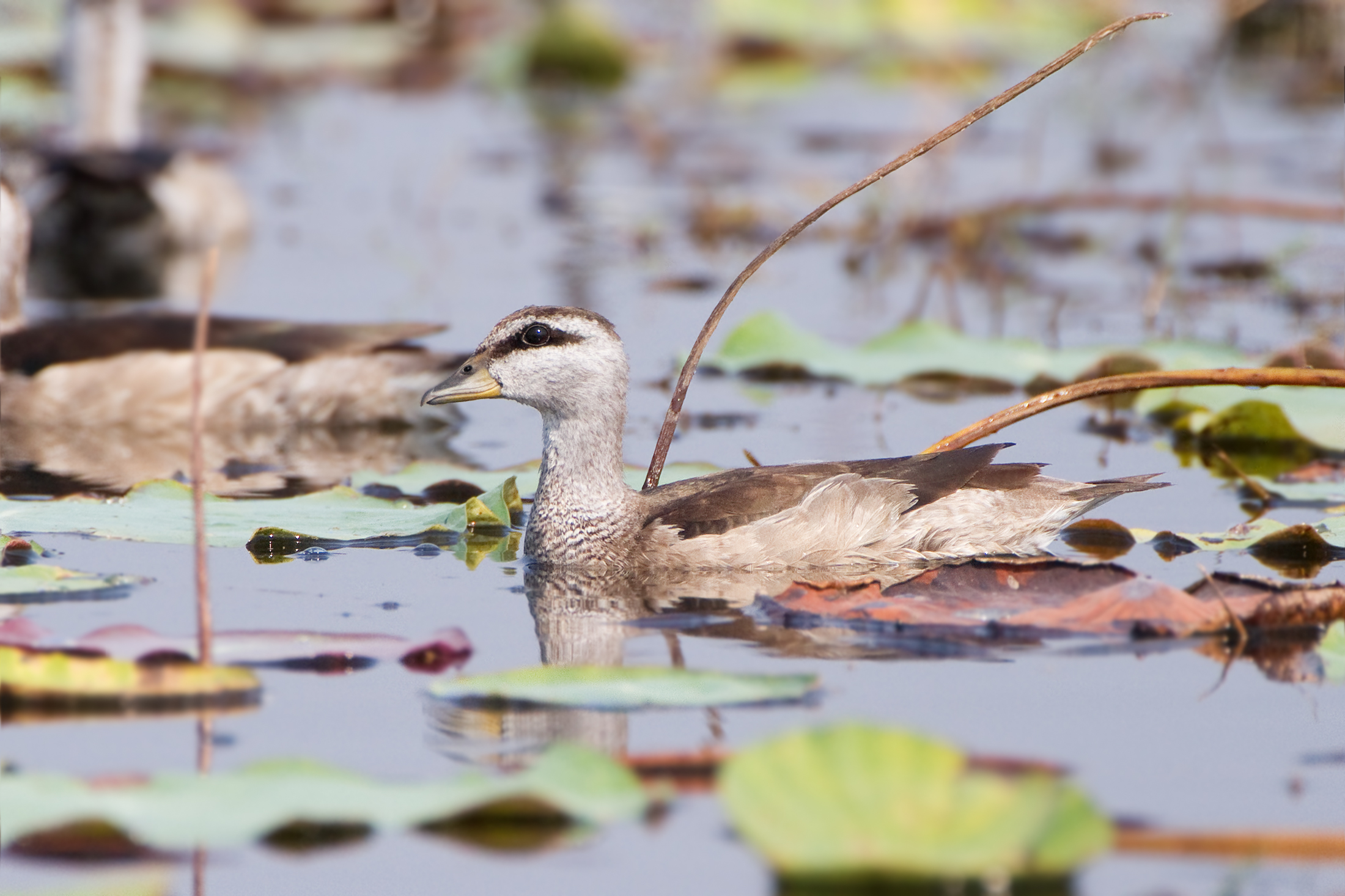
ナンキンオシ（雌） N. coromandelianus
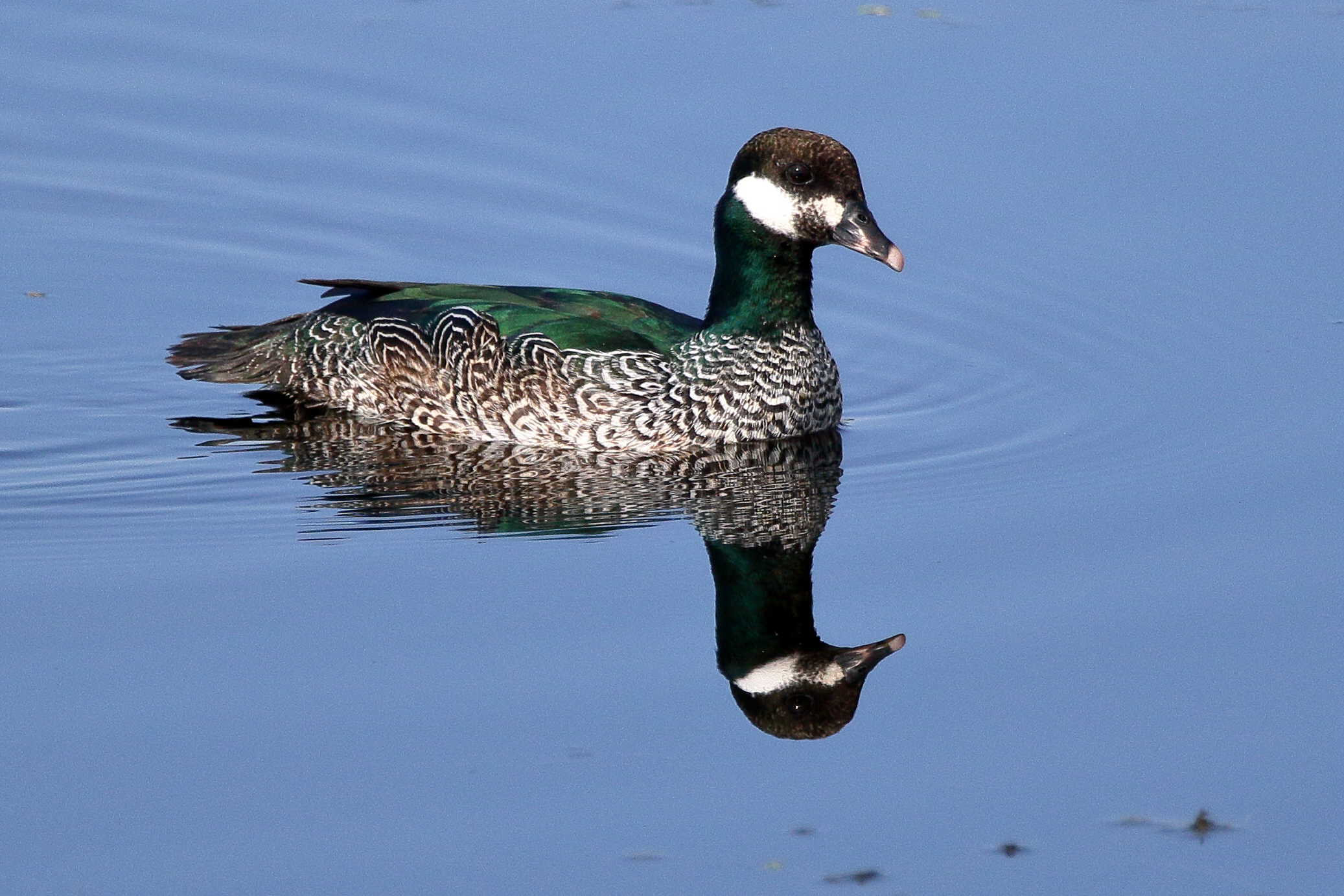
アオマメガン（雄） N. pulchellus
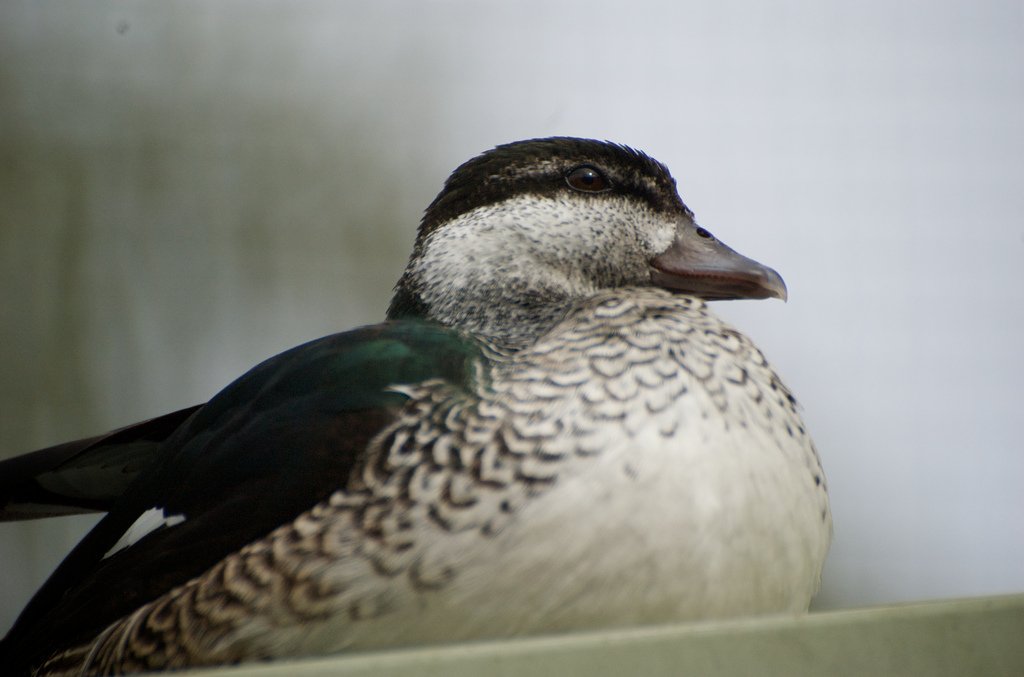
アオマメガン（雌） N. pulchellus